# Tadeusz Jasudowicz
Tadeusz Karol Jasudowicz (ur. 2 sierpnia 1944 w Urniażach) – polski prawnik, specjalista w zakresie praw człowieka i prawa międzynarodowego, profesor zwyczajny Uniwersytetu Mikołaja Kopernika w Toruniu.

## Życiorys
Urodził się na Kowieńszczyznie, w wieku 3 lat został wywieziony z matką i rodzeństwem przez Sowietów do Kraju Krasnojarskiego na Syberii (sowchozu Dierbiniec, ZSRR), gdzie spędził kolejne 8 lat. 29 grudnia 1955 w ramach tzw. „repatriacji” przyjechał do Polski.
W 1961 ukończył Liceum im. Wojciecha Kętrzyńskiego w Giżycku, a następnie podjął studia prawnicze na Uniwersytecie Mikołaja Kopernika w Toruniu. Po ich ukończeniu w 1966 (pod opieką Remigiusza Zaorskiego) został zatrudniony na stanowisku asystenta stażysty w Zakładzie Prawa Międzynarodowego UMK. Stopień doktora nauk prawnych uzyskał w 1972, tematem jego rozprawy był Wpływ zmiany okoliczności na obowiązywanie umów międzynarodowych : norma rebus sic stantibus, a promotorem Janusz Symonides. W 1983 uzyskał na podstawie dorobku naukowego oraz rozprawy Normy regionalne w prawie międzynarodowym stopień doktora habilitowanego w zakresie prawa międzynarodowego. W 1997 otrzymał tytuł naukowy profesora.
Pracował w Zakładzie Prawa Międzynarodowego i Publicznego. W 1990 został kierownikiem Katedry Praw Człowieka UMK (pierwszej w Polsce katedry zajmującej się tą problematyką), a w 1993 The UNESCO Chair for Human Rights and Peace (członkiem Rady ONZ ds. Praw Człowieka i Pokoju). Objął stanowisko profesora nadzwyczajnego Uniwersytetu Warmińsko-Mazurskiego w Olsztynie, gdzie został kierownikiem Katedry Praw Człowieka i Prawa Europejskiego. W latach 1995–1998 był członkiem Głównej Komisji Badania Zbrodni przeciwko Narodowi Polskiemu. W 1994 został członkiem Stałego Komitetu Dekady Wiedzy o Prawach Człowieka Narodów Zjednoczonych. Wszedł w skład rady naukowej czasopisma Międzynarodowe Prawo Humanitarne.
Wypromował szereg doktorów, m.in. Michała Balcerzaka (2007) i Martę Szuniewicz-Stępień (2011).
Działał w podziemiu, od lutego do czerwca 1984 był aresztowany w Bydgoszczy za kolportowanie pism niezależnych. W 1989 startował w wyborach do Senatu w okręgu obejmującym województwo bydgoskie. Otrzymał 21.553 głosy (5,42% w okręgu).
Był twórcą Olimpiady Wiedzy o Prawach Człowieka. Został przewodniczącym Komitetu Głównego tej olimpiady.
Został członkiem komitetu naukowego II i III Konferencji Smoleńskiej z lat 2013, 2014, skupiającej badaczy metodami nauk ścisłych katastrofy samolotu Tu-154 w Smoleńsku z 10 kwietnia 2010.
Został członkiem Rady Naukowej kwartalnika „Prawo i Więź”.

## Ordery, odznaczenia i wyróżnienia
- Medal Komisji Edukacji Narodowej[9]
- Krzyż Kawalerski Orderu Odrodzenia Polski[9]
- Medal Rzecznika Praw Obywatelskich[9]

## Publikacje
- Uznanie za persona non grata we współczesnym prawie dyplomatycznym (1975)
- Wpływ zmiany okoliczności na obowiązywanie umów międzynarodowych: norma rebus sic stantibus (1977)
- Zagadnienie europejskiego „lex specialis” w świetle aktu końcowego KBWE (1983)
- Normy regionalne w prawie międzynarodowym (1983)
- Odmowa służby wojskowej prawem człowieka (1987)
- W obronie dostępu Polski do morza: (na tle sporu polsko-niemieckiego o prawnomiędzynarodowy status wód Zatoki Pomorskiej)  (1989)
- Zasada dobrego sąsiedztwa w Karcie Narodów Zjednoczonych (1989)
- Losy obywatelstwa polskiego na Ziemi Wileńskiej (1991)
- Widmo krąży po Europie : bezprawie paktu Ribbentrop-Mołotow (1993, ISBN 83-85149-26-0)
- Śladami Ehrlicha: do Pawła Włodkowica po naukę o prawach człowieka  (1995, ISBN 83-85149-59-7)
- Administracja wobec praw człowieka (1996, ISBN 83-85709-90-8)
- Demokratyczne państwo prawne in statu nascendi: w 20-lecie trudnych początków transformacji ustrojowej i prawnej (2010, redakcja, ISBN 978-83-89914-34-7)